# القصبة (المغربة)

تعديل مصدري - تعديل

القصبة هي إحدى قرى عزلة نيسا بمديرية المغربة التابعة لمحافظة حجة، بلغ تعداد سكانها 318 نسمة حسب تعداد اليمن لعام 2004.